# Marco Antonio Mandruzzato
Marco Antonio Mandruzzato (* 16. Mai 1923 in Treviso; † 31. Oktober 1969 in Mailand) war ein italienischer Degenfechter.

## Erfolge
Marco Antonio Mandruzzato nahm an den Olympischen Spielen 1948 in London teil, bei denen er mit der Mannschaft ungeschlagen die Finalrunde erreichte. In dieser musste sich die italienische Equipe lediglich Frankreich geschlagen geben, während sie Schweden und Dänemark besiegte. Gemeinsam mit Carlo Agostoni, Luigi Cantone, Fiorenzo Marini, Dario Mangiarotti und Edoardo Mangiarotti gewann Mandruzzato somit die Silbermedaille. Im Jahr darauf wurde er bei den Weltmeisterschaften in Kairo im Mannschaftswettbewerb Weltmeister.